# Ctenodactylus gundi
El gundi común (Ctenodactylus gundi) es una especie de roedor histricomorfo de la familia Ctenodactylidae propia de África. Es parecido al hyrax de las rocas o hyrax del Cabo, una especie de mamífero hiracoideo de la familia Procaviidae, con los que no comparten relación (un ejemplo de convergencia evolutiva).
El organismo parasitario Toxoplasma gondii, fue descrito por primera vez en 1908 en Túnez por Charles Nicolle y Manceaux Luis dentro de los tejidos de esta especie.

## Distribución
Se encuentra en Argelia, Libia, Marruecos y Túnez.